# 오금고등학교
오금고등학교(梧琴高等學校)는 대한민국 서울특별시 송파구 오금동에 위치한 공립 고등학교이다.

## 학교 연혁
- 1987년 12월 15일 : 오금고등학교 설립 인가
- 1988년 3월 1일 : 초대 전동기 교장 취임
- 1988년 3월 3일 : 첫 입학식(884명)
- 1988년 4월 21일 : 개교식
- 1991년 2월 28일 : 제1회 졸업식(879명)
- 2002년 9월 27일 : 복합정보센터 준공
- 2022년 1월 5일 : 제32회 졸업식(311명, 졸업생 누계 18.147명)
- 2022년 3월 1일 : 제10대 하태부 교장 취임
- 2022년 3월 2일 : 제35회 입학식(265명)

## 참고 자료
- 오금고등학교 - 한국교육학술정보원 학교알리미